# Тимофеев, Всеволод Александрович
Всеволод Александрович Тимофеев (19 октября 1970 года, Москва, СССР) — российский муниципальный деятель, с 2002 по 2009 года глава управы района Ивановское. С 2009 года по 2012 год был главой управы района Перово. Префект ВАО (2013—2018).

## Биография
Всеволод Александрович Тимофеев родился 19 октября 1970 года в Москве, СССР.
В 1993 году окончил Московский государственный университет по специальности история.
В 1998 году был приглашён на работу в Мэрию Москвы на должность главного специалиста отдела по связям с представительными органами государственной власти.
В конце 2001 года был назначен главой управы района Ивановское на срок 7 лет.
Летом (июль) 2009 года Постановлением Правительства Москвы от 09.06.2009 №543-ПП был назначен на должность главы управы района Перово.
12 апреля 2013 года Всеволод Александрович был назначен на должность префекта Восточного административного округа города Москвы.
15 июля 2020 назначен на должность руководителя аппарата Московской городской думы.

## Награды
30 декабря 2011 года награжден Почетным знаком «За вклад в развитие Восточного округа» 